# Abracadabra (canción)
«Abracadabra» es una canción interpretada por la cantautora estadounidense Lady Gaga, incluida en su octavo álbum de estudio, Mayhem (2025). Fue escrita y producida conjuntamente por ella, Andrew Watt y Cirkut, con créditos adicionales en la composición a los músicos Siouxsie Sioux, Budgie, John McGeoch y Steven Severin debido a que la melodía utiliza elementos del tema «Spellbound» de la banda Siouxsie And The Banshees. Su producción engloba los géneros dance pop, electropop y dark pop, y su letra, según la artista, habla sobre afrontar los diversos desafíos de la vida y encontrar la magia en ello. Su lanzamiento como sencillo tuvo lugar el 3 de febrero de 2025 a través del sello Interscope Records.
La canción recibió la aclamación crítica por parte de los especialistas, quienes destacaron las influencias de los trabajos previos de la artista y elogiaron tanto su producción como su ritmo y estribillo, que calificaron de ser «pegadizo», «brillante» y «enérgico». Comercialmente, logró la quinta posición del conteo Global 200 e ingresó al top 10 en los listados semanales de países como Alemania, Austria, Brasil, Noruega, el Reino Unido, Suecia, Suiza, entre otros. Asimismo, entró al top 20 en Australia, Canadá, los Estados Unidos, Francia y Nueva Zelanda.
Su videoclip, que estuvo dirigido conjuntamente por Gaga, Parris Goebel y Bethany Vargas, muestra una batalla de baile entre las versiones de luz y oscuridad de la artista, y tuvo su estreno el 3 de febrero de 2025 en YouTube tras la proyección de un avance durante un corte comercial de la 67.ª edición de los Premios Grammy. Los críticos elogiaron aspectos como la estética y la cinematografía, además de haberlo comparado favorablemente con algunos de sus trabajos anteriores. Gaga incorporó la canción al repertorio de sus conciertos promocionales de Mayhem, y también la presentó en medios como Saturday Night Live, The Howard Stern Show, YouTube Brandcast y Tudum de Netflix.

## Antecedentes y lanzamiento
Gaga habló por primera vez sobre su nueva música en marzo de 2024 cuando comentó que estaba «escribiendo algunas de las mejores canciones que puedo recordar» y posteriormente dijo que había comenzado a trabajar en su siguiente álbum desde mediados de 2022 durante la realización de The Chromatica Ball. A finales de julio de ese mismo año, actuó en la ceremonia de apertura de los Juegos Olímpicos de París 2024 y durante su estadía en la ciudad, sorprendió a sus seguidores al compartir fragmentos de dos canciones inéditas, entre ellas «Abracadabra». Según Billboard, los adelantos mostraban «una producción con ritmos marcados y sintetizadores potentes». El 27 de enero de 2025, Gaga anunció que estrenaría un nuevo sencillo el 3 de febrero durante una pausa comercial de la 67.ª edición de los Premios Grammy, que finalmente resultó ser «Abracadabra». La canción se estrenó en las diferentes plataformas y fue enviada a las radios del mundo el mismo día; su lanzamiento oficial en las radios de los Estados Unidos tuvo lugar 11 de febrero.

## Composición y grabación
«Abracadabra» fue compuesta y producida conjuntamente por Gaga, Andrew Watt y Cirkut comprendiendo los géneros dance pop, electropop y dark pop, además de contar con elementos del house y el europop, y posee una duración de tres minutos y 43 segundos. Adicionalmente, los músicos Siouxsie Sioux, Budgie, John McGeoch y Steven Severin obtuvieron créditos en la composición debido a que la melodía incorpora elementos de «Spellbound» de la banda Siouxsie And The Banshees. Según la artista, la letra trata sobre «afrontar el desafío de la vida y el desafío de la noche, y encontrar la magia en todo ello». Sobre el significado particular de «afrontar el desafío de la noche», explicó que se trata de «cuando tienes que enfrentarte al mundo, a la gente que te rodea, a tu vida, a tus circunstancias únicas, a tu tejido único en el mundo. Y cuando te sientes desafiado a mostrar realmente a todos quién eres». Para Jonathan Borge de InStyle la canción «explora la dualidad de un artista que lucha con el deseo de evolucionar constantemente en términos de sonido, estética y como ser humano, mientras se enfrenta a la extraordinaria presión de lanzar un éxito tras éxito tras éxito». Algunos comentaristas señalaron que se inspiraba en su lucha contra la fibromialgia, condición que le fue diagnosticada en 2017 y que la llevó a la cancelación forzosa del Joanne World Tour por el dolor crónico y la fatiga. De acuerdo con la partitura publicada por Sony/ATV Music Publishing en el sitio web Musicnotes, «Abracadabra» está escrita en la tonalidad de fa menor y tiene un tempo allegretto de 116 pulsaciones por minuto. El registro vocal de Gaga se extiende desde la nota si bemol menor hasta la fa mayor. En el programa The Howard Stern Show, Gaga sostuvo que la composición duró cerca de treinta minutos y explicó que escribieron los versos tras crear la pista, para después desarrollar tanto el preestribillo como el estribillo al piano y con guitarra. Por su parte, Watt describió el proceso de grabación como «espontáneo» y explicó que:

Gaga simplemente tuvo una idea, tomó el micrófono y comenzó a fluir en el estudio. Una vez que hay este tipo de sonido inicial, ella siempre corre hacia el piano porque luego se convierte en una canción, y luego pensamos los acordes, y luego tenemos esta parte con sintetizador que es divertida y pensamos hacia dónde la podemos llevar. Una vez que se le ocurrieron los acordes para las otras partes, las grabamos en otros sintetizadores... Sigues corriendo entre la sala de control y la sala de grabación, la sala de control y la sala de grabación.

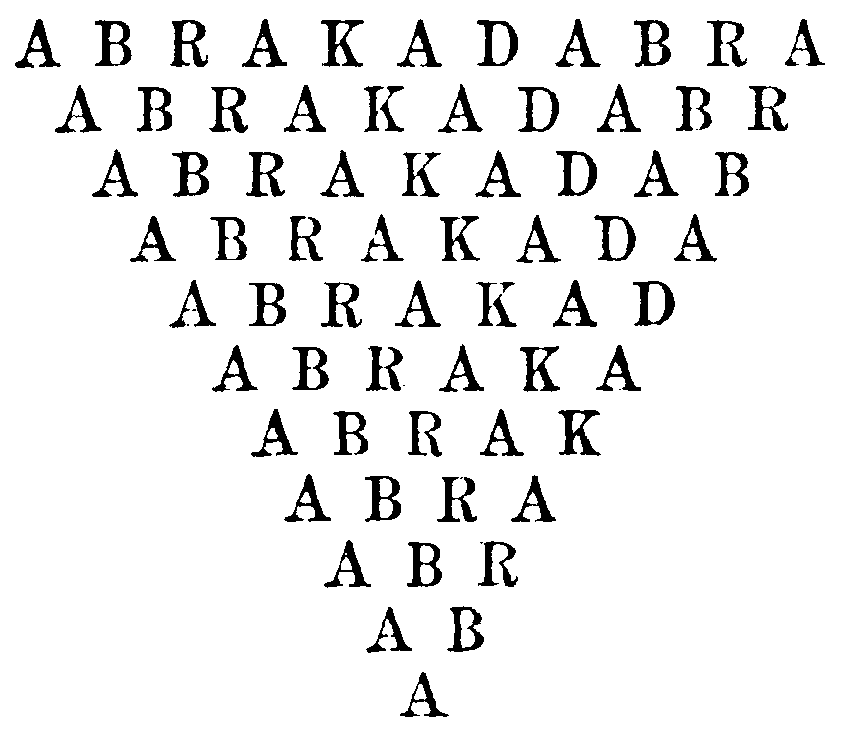
En el estribillo, Gaga juega con la repetición de «abracadabra» como si invocara un hechizo y lo combina con las palabras «amor» y «morta» («amor» y «muerte» en latín).

A lo largo de la canción, el término «abracadabra» se usa para representar la magia y también se menciona a una «dama vestida de rojo», que Gaga explicó como un símbolo de «todo aquello que te pone a prueba y cuestiona si podrás lograrlo». Además, agregó que «en muchos sentidos, trata sobre cómo lidiar con ese desafío que se presenta a uno mismo y, muy a menudo, el mundo que nos rodea también puede reflejarlo. Quería explorar la pregunta: "¿Qué se siente al prosperar y no solo sobrevivir todo el tiempo?"». Asimismo, en comparación con su sencillo anterior, «Disease», sostuvo que «quería que esta canción hablara sobre la resiliencia de una manera en la que "Disease" no lo hacía. Ese tema trataba sobre la tortura interior y el sentirse atrapado. Con esta canción, quería abrir el camino a lo que significa perseverar». El estribillo incorpora un tartamudeo similar al de «Bad Romance» y «Poker Face» con las palabras «amor» y «morta» («amor» y «muerte» en latín, respectivamente), dos de los temas principales explorados en Mayhem (2025). Dylan Kickham de Elite Daily teorizó que el uso de «amor» era también una referencia oculta a «Bad Romance», ya que escrita al revés («roma»), es una palabra recurrente en el estribillo de ese tema. Nevaeh Lugo de The Charger Bulletin habló a detalle sobre el significado de luchar y valorarse a sí mismo en la letra, que señaló que no era nuevo para la artista, pues previamente ambos tópicos habían sido explorados en temas como «Dance in the Dark» y «Born This Way», pero que «"Abracadabra" saca a la luz otro grado de juicio, que se origina en el interior de uno mismo». Para Jove Moya de la revista Tatler, el puente, donde Gaga canta Phantom of the dance floor, come to me, sing for me a sinful melody (traducible como Fantasma de la pista de baile, ven a mí, cántame una melodía pecaminosa), es una respuesta a Erik de la obra El fantasma de la ópera (1986), quien llama a Christine Daaé durante la interpretación de «Angel of Music» en el primer acto. Para Gina Wurtz de Screen Rant, la letra tiene un «mensaje es más profundo de lo que una interpretación superficial deja entrever» y que gran parte de los versos hacen referencia a «ignorar las voces negativas y enfocarte en tu propio camino». Asimismo, añadió que Gaga canta sobre «el poder del baile y la expresión artística» debido a que «cuando el mundo parece oscuro, muchas personas encuentran esperanza y alegría a través del arte».
En un análisis sobre la canción, Will Vance de la revista Magnet mencionó que líricamente, toca temas como el poder, el destino y las fuerzas invisibles, así como también notó influencias de obras literarias, fantasía moderna y tradiciones místicas. Vance habló de la forma en que la constante repetición del término «abracadabra» es usado como método para avisar al oyente de un trasfondo místico y la comparó con las obras The Book of Ephraim (1976) de James Merrill y Jubilate Agno (1759) de Christopher Smart, que usaron la técnica de repetición como método de invocación o encantamiento. Sobre ello, explicó que «si "Abracadabra" deja algo en claro es que las palabras tienen poder: si dices algo suficientes veces, empieza a parecer real. Gaga no se limita a repetir "Abracadabra" para crear un estribillo pegadizo, sino que se apoya en la idea de que el lenguaje en sí mismo puede crear y destruir, convocar y ordenar. Esta es la misma idea con la que juega Christopher Smart en Jubilate Agno, donde sus versos obsesivos, parecidos a cantos, se convierten en algo casi sagrado». Tiahna Fox de The Courier notó que la producción está diseñada para incrementar la adrenalina en el oyente para superar momentos difíciles, un elemento de escapismo común en los temas dance pop. Por otro lado, la cantante turca Atiye acusó a Gaga de haberse inspirado en su tema «Abrakadabra», originalmente publicado en 2015, por la similitud del título y la melodía, y afirmó que de no tener respuesta por parte de su equipo, procedería con una demanda por las regalías.

## Recepción

### Comentarios de la crítica
«Abracadabra» recibió aclamación por parte de la crítica, con elogios a su producción, energía y estribillo pegadizo. Varios críticos la compararon con los primeros trabajos de Gaga, así como también destacaron su influencia del dance-pop de finales de los 2000 y su continuación de los sonidos electrónicos oscuros explorados en «Disease».
Kyle Denis de Billboard describió la canción como un «explosivo nuevo sencillo de dance-pop» y destacó su «alta intensidad», además de señalar que continúa la exploración de sonidos electrónicos oscuros iniciada con «Disease». También escribiendo para Billboard, Stephen Daw expresó que Gaga «toma los sonidos familiares de The Fame Monster, Born This Way y Artpop, los corta y les lanza un hechizo para crear un éxito pop absoluto. Desde su estribillo lleno de palabras sin sentido hasta el ritmo pegadizo y el puente inquietante, "Abracadabra" es la mejor canción de Lady Gaga en años. Madre Monstruo, estamos felices de tenerte de vuelta». Gina Wurtz de Screen Rant coincidió en que era su mejor sencillo desde Born This Way y que «se siente como una Lady Gaga auténtica y dark pop». Larisha Paul de la revista Rolling Stone señaló que Gaga «siempre está dibujando sobre su conocimiento de la historia de la música» y que la canción es «una muestra de su regreso a un pop oscuro que rinde homenaje a las influencias que marcaron su carrera». En esa misma línea, Robin Murray de Clash la describió como «una pieza de música pop apasionante que se mueve de la luz a la sombra con un control experto». Daisy Carter de la revista DIY escribió que «no nos engañemos: Lady Gaga está de vuelta. Su último sencillo, "Abracadabra" se trata de un himno sin restricciones que llena la pista de baile y que nos recuerda a sus días de The Fame Monster de finales de los años 2000» y explicó que se centra en su «estribillo brillante y sin sentido, pero increíblemente pegadizo». Gabriel Cárcoba de Jenesaispop la nombró la canción del día el 3 de febrero de 2025 y dijo que «se siente como volver a 2009, pero con una producción perfeccionada para los tiempos actuales», además de describirla como «toda un rompepistas de electropop oscuro a la antigua usanza». Alessandro Viapiana de la revista L'Officiel dijo que tiene «un ritmo penetrante y sintetizadores pulsantes, acompañados de una voz hipnotizante que casi pareciera que evoca un ritual». También escribiendo para L'Officiel, Pauline Borgogno la describió como «un himno electropop que combina una melodía antémica, un estribillo casi maligno, elementos de acid house, sin olvidar el lado místico inseparable de la artista. Este sencillo es una declaración audaz: la era del caos está sobre nosotros y es hora de abrazarla».
Por otro lado, Walden Green de Pitchfork expresó que Gaga no publicaba un sencillo «tan bueno» desde «G.U.Y.» en 2013 y que «lo que "Abracadabra" ofrece desde el principio es un estribillo pegadizo como el látex, al estilo de Born This Way, aunque una revisión más detallada revela rastros de más de una década de reinvención artística desde entonces: un toque de Chromatica en el piano house, un giro vocal a pleno pulmón que es claramente el producto de un entrenamiento teatral serio». Jake Viswanath de Bustle sostuvo que «para el deleite de sus seguidores, es un éxito hecho para la pista de baile y como lo indica el título de la canción, Gaga lanza un hechizo en su nuevo sencillo, ordenando a sus oyentes a bailar toda la noche». Marcus Wratten de PinkNews explicó que «la canción llega a su clímax con un estribillo inspirado en el europop, seguido de un post-estribillo enérgico durante el cual la megaestrella repite el título con una sintaxis rota». Ricardo Cervantes Villegas del periódico Milenio mencionó que mantiene «un estilo de pop rock, con momentos de silencio y a capela que son muy específicos de sus diferentes estilos». Daniel Welsh de HuffPost dijo que es un tema «infeccioso» y un regreso a The Fame (2008) y Born This Way (2011). Lindsay Zoladz de The New York Times señaló que «es un regreso gloriosamente nostálgico a sus trabajos anteriores, que recuerda el pegadizo gancho de "Bad Romance" y el electro-sleaze arriesgado que perfeccionó en The Fame Monster y Born This Way. Alégrense, ustedes, los mayores de la generación del milenio: una estrella ha renacido». Daniel D'Addario de Variety destacó la «energía caótica» y su «estribillo basado en la fonética», que comparó favorablemente con «Bad Romance» y señaló que «inyecta "una dosis de caos puro" en la campaña de Mayhem». El periódico estadounidense The Statesman publicó que «la pista está repleta del sabor y el maximalismo por excelencia de Gaga», mientras que la revista Marie Claire la definió como «un himno dance vampiresco». En un análisis sobre la recepción de la canción, Carter Appleyard del periódico The Wesleyan Argus sostuvo que:

El estreno de «Abracadabra» es un recordatorio de cómo Gaga siempre ha sido una innovadora y vanguardista en la producción musical, con su capacidad de superar constantemente los límites de la producción y el valor artístico, fusionando ambos elementos para mostrar su dominio sonoro sin precedentes. Desde «Born This Way» hasta «Til It Happens to You», no solo ha demostrado su capacidad única para hacer la transición entre muchos géneros musicales diferentes, sino también cómo un artista puede infundir mensajes sociales y políticos en su música. Aunque muchos críticos de Internet han calificado la canción como una muestra de que Gaga está reciclando su música, considerar esta nueva música como una simple repetición de su trabajo anterior es ignorar su dominio artístico del material: las melodías complejas, los arreglos intrincados y la polarización creativa sobre sí mismo en una obra que se siente más como una conversación hiperpersonal. Referirse a la música de esta manera ignora las intrincadas ideas artísticas que Gaga ha acumulado a medida que reclamaba su trono.

Abbie Thompson de la revista GO destacó que «un estribillo pegadizo, ritmos house vibrantes y un ritmo penetrante hacen de esta canción un éxito indiscutible que será inevitable en los bares queer de todo el mundo este año». Coleman Spilde de Salon.com sostuvo que «es un regreso al sonido original» de Gaga, al contar con «los bajos pesados influenciados por el europop» y «los cantos fonéticos» que recuerdan a «Bad Romance» y «Judas»; Spilde también enfatizó en el peso nostálgico de la canción. Will Vance de la revista Magnet señaló que «la canción inmediatamente encendió Internet, no solo porque es pegadiza, sino porque es extraña en ese estilo clásico y teatral de Gaga». Nico Gavino de Hypebeast escribió que «es quizás la pista más bailable de la artista desde su álbum de 2020, Chromatica. Un sintetizador pesado, sinuoso y rechinante es la base del gancho contagioso». Para Jonathan Borge de InStyle la canción «en sí se disfruta mejor a todo volumen, preferiblemente con una pista de baile cerca». Christopher Rosa de Glamour dijo que «"Abracadabra" está impulsada por pura adrenalina animal, la clase de adrenalina que necesitas para afrontar los días más difíciles de tu vida. Es quizás la canción más pertinente que Gaga podría haber lanzado en un mundo que se está hundiendo rápidamente en la locura, donde tantos de nosotros sentimos que nuestra propia existencia está siendo amenazada», en referencia a la incertidumbre pública por los incendios forestales de California, la receción económica estadounidense y otros eventos. Alessandro M.M. Drake de The Harvard Crimson le otorgó cuatro estrellas de cinco y elogió la producción de Andrew Watt al decir que «elaboró un acompañamiento increíblemente enérgico para que Gaga brillara, con el ritmo de la canción que incluye un potente bajo intercalado con un ocasional relleno divertido. La instrumentación tiene todos los ingredientes para hacer un clásico de Gaga, con acordes de piano contundentes sobre líneas de bajo de sintetizador rápidas y pulsantes». La revista Consequence la nombró la canción de la semana del 3 al 9 de febrero de 2025 y escribió que «si "Disease" fue un murmullo que indicaba que la Madre Monstruo seguiría lanzando éxitos en la pista de baile, su nuevo lanzamiento, "Abracadabra", no es solo una confirmación más; es un grito desde los tejados».
El equipo de música de la revista Rolling Stone la incluyó en su listado de las mejores canciones del primer semestre de 2025, donde Kory Grow escribió que «hay mucha magia» en la producción y que «se convirtió en un éxito inmediato gracias a la forma en que Gaga y sus aprendices de hechicera armaron una canción pop perfecta» con guiños a «Just Dance» y «Bad Romance».

### Rendimiento comercial
En su día de estreno, «Abracadabra» registró 4.92 millones de reproducciones en Spotify, lo que marcó el mayor debut de Gaga de la plataforma con una canción en solitario. Además, ingresó a los diez más vendidos de iTunes en los Estados Unidos con dos de sus versiones y fue la segunda canción más añadida a las radios pop. La canción debutó en la décima posición del conteo Global 200 de Billboard con 47.7 millones de streams en su primera semana, lo que marcó el segundo top 10 de Gaga desde la creación del listado en septiembre de 2020. En su segunda semana, ascendió al quinto puesto del listado con 78.4 millones de streams.
En los Estados Unidos, debutó en el puesto número 29 del Billboard Hot 100, tras haber conseguido 13.7 millones de streams, 1.3 millones en audiencia radial y 10 mil copias vendidas en cuatro días, lo que la convirtió en su vigésima tercera canción en ingresar al top 30 de la lista. Igualmente, Mayhem (2025) se convirtió en su primer álbum en registrar tres canciones dentro del top 40 antes de su lanzamiento oficial desde Artpop (2013). También debutó en la primera posición del Hot Dance/Pop Songs, lo que supuso su primer número 1 y simultáneamente su primera canción en ingresar en el listado desde su creación en enero de 2025. En su segunda semana, la canción alcanzó el decimotercer puesto del Billboard Hot 100. En Canadá, llegó al puesto doce del Canadian Hot 100, mientras que en Brasil alcanzó el número 3 del Brasil Hot 100, su segundo top 10 desde el relanzamiento del listado en agosto de 2023. En Latinoamérica, alcanzó el top 10 de los listados semanales de canciones en inglés más escuchadas en la radio en Bolivia, Chile, Colombia, Ecuador, El Salvador, Honduras, Panamá, Paraguay, República Dominicana, Uruguay y Venezuela.
En el Reino Unido, debutó en la sexta posición del UK Singles Chart durante la semana del 7 de febrero de 2025, lo que supuso el mayor debut de esa semana, la décima séptima canción de Gaga en ingresar al top 10 y la tercera consecutiva perteneciente a Mayhem. La popularidad de la canción impulsó al catálogo de la artista, con «Disease» subiendo nueve casillas dentro del UK Singles Chart, mientras que The Fame subió igualmente nueve casillas dentro del UK Albums Chart. Los pronósticos iniciales para su segunda semana la colocaban en el segundo lugar del listado, con una diferencia de 1300 unidades frente al primer puesto, pero finalmente alcanzó el tercer lugar del conteo. Después, la Industria Fonográfica Británica (BPI) le otorgó un disco de plata tras superar las 200 mil unidades vendidas en el territorio. En Irlanda, debutó en el puesto quince en la lista Irish Singles Chart, que marcó el mayor debut de la semana y el vigésimo cuarto top 20 de la artista. En su segunda semana, subió hasta la sexta casilla, lo que supuso su décimo séptimo top 10. En Alemania, debutó en la posición 26 del Offizielle Deutsche Charts y después ascendió al número 4 en su segunda semana, lo que supuso el décimo cuarto tema en ingresar a los diez primeros. En Francia, la canción debutó en la posición 49 y ascendió a la decimotercera en su segunda semana. En Suiza, alcanzó la quinta posición del Schweizer Hitparade, su décimo octavo tema en ingresar al top 10. En Italia, ingresó en el puesto 40 y subió hasta el 28 en su segunda semana. En los Países Bajos, debutó en el puesto 47 y posteriormente subió hasta el doce. En los países nórdicos, alcanzó la posición número 6 en Noruega, la 7 en Finlandia y la 8 en Suecia, así como la 11 en Islandia y la 31 en Dinamarca. En Austria, ubicó el puesto cinco del Ö3 Austria Top 40, el décimo séptimo tema de Gaga en entrar a los diez primeros. En los países bálticos, llegó a la cima del listado semanal de Letonia y Lituania; en este último, supuso su segundo número 1, tras «Bloody Mary». En España, alcanzó el puesto número 23 del Top 100 Canciones de PROMUSICAE. Otros países de Europa donde entró al top 10 fueron Croacia, Eslovaquia, Grecia, Hungría, Luxemburgo, Polonia, Portugal y la República Checa.
En Asia, «Abracadabra» logró el duodécimo puesto en Singapur y Taiwán, el décimo séptimo en Filipinas y el vigésimo tercero en Hong Kong. En Japón, logró la nonagésima posición del Japan Hot 100. Por otro lado, en Australia debutó en la posición 50 del ARIA Top 50 Singles, su trigésima tercera canción en ingresar al listado, para después alcanzar el duodécimo puesto en su segunda semana, su vigésima tercera canción en entrar al top 20. En Nueva Zelanda, ingresó en la tercera posición del Hot 40 Singles Chart, una extensión del listado principal, para posteriormente debutar en la posición número 13 de su conteo principal, lo marcó su vigésimo tercer top 20 en el país.

## Video musical

### Producción
El video de «Abracadabra» estuvo dirigido por Gaga junto con Parris Goebel y Bethany Vargas. Un adelanto se estrenó durante un corte comercial de los Premios Grammy de 2025 y posteriormente tanto en las plataformas de MasterCard —que sirvió como patrocinador— como de la cantante el 3 de febrero de 2025. La cantante explicó que el concepto para el videoclip inició tras la culminación del rodaje de «Disease», cuando Gaga y Goebel conversaron sobre continuar la narrativa del álbum, dado que «estos lados conflictivos de nosotros mismos que realmente no tienen sentido pero que simplemente continúan teniendo esta discusión». El proceso creativo, los preparativos del set y los ensayos duraron aproximadamente tres semanas, mientras que el rodaje en cuestión duró dos días y se llevó a cabo en un estudio en Santa Mónica a comienzos de diciembre de 2024.
Goebel estuvo a cargo de la coreografía, mientras que los vesturios y el estilismo a cargo de Hardstyle, Peri Rosenzweig y Nick Royal. Los trajes fueron diseñados por Olivier Theyskens y Sam Lewis, los sombreros por Stephen Jones y Maximilian Gedra, los zapatos por Chrome Hearts y la joyería por Dosisg6c. Por su parte, Hunter Clem y Genesis Webb se encargaron de adaptar los trajes para cada bailarín. Gaga destacó que durante este proceso trabajó con su equipo para que el vídeo fuera respetuoso con el medio ambiente, de forma que no se utilizaran más materiales de los necesarios, ni que se produjeran demasiadas cosas nuevas. Varios de los atuendos blancos se diseñaron a partir de viejos vestidos de novia y stock muerto, además que se utilizaron varias telas desechadas de trabajos anteriores de la artista. El maquillaje quedó a cargo de Sarah Tanno, quien usó varios productos de Haus Labs y explicó que buscó que el rostro de la artista luciera esculpido para la estética del clip, además de resaltar sus ojos blanqueando las cejas y bronceando los párpados.
Con respecto a la coreografía del video, la cantante declaró que «Parris y yo trabajamos muy de cerca en cómo plasmar estos lados conflictivos de nosotros mismos, que parecen no tener sentido pero siguen en constante lucha. Solo hay dos opciones: puedes bailar o se acabó. Decidimos que el vídeo debía representar estar listo para ese desafío, y lo que me encanta es que el movimiento también expresa gran parte de lo que intento decir». De igual forma, dijo que hubo ensayos con diferentes pelucas, maquillaje y vestuarios para evaluar cómo se moverían hasta hallar una combinación que resultara lo más impactante posible. Por su parte, Goebel dijo a InStyle que Gaga y su equipo la contactaron para trabajar en el proceso creativo del álbum y, tras haberlo escuchado, concretó varias ideas para el videoclip y explicó:

Queríamos que la gente volviera a bailar y que encontrara esa libertad y liberación en la pista de baile. Obviamente, la canción lo pide. Es increíble. Es eléctrica. Cuando [Gaga] me tocó la canción, pensé: «Oh, podemos volvernos locos con esta». Este proyecto explora diferentes aspectos de Gaga y cómo coexisten en su vida. Todo es muy teatral, pero siempre hay un significado más profundo, con ella como mujer y en dónde se encuentra en su vida en este momento, lo que es realmente genial e inspirador para mí. Nos preguntamos: si creáramos nuestro propio club Gaga en este mundo loco en el que vivimos, ¿cómo sería? Desde el estilo hasta el casting, el decorado, cómo diseñamos el club, la iluminación, todo importa. Estás creando un mundo entero desde cero. Todo se hizo con tanta delicadeza y meticulosidad y pude traer a bailarines que he admirado durante años. Traje a coreógrafos para bailar, algo que nunca sucede en nuestro mundo: de todas las edades, de todos los ámbitos de la vida y de gente con la que he trabajado durante años.

El 18 de febrero de 2025, Mastercard publicó un detrás de escena del rodaje del videoclip, donde se mostró parte del proceso de maquillaje, los ensayos y los contratiempos ocurridos durante la producción. Asimismo, Gaga habló a detalle de los dos personajes del clip, que nombró «Mistress of Mayhem» y «Virgin Gaga», y comentó que «queríamos traer de vuelta a Mistress of Mayhem y que me enfrentara a ella. Es como una lucha interna con un demonio. Creo firmemente que las partes de ti que te desafían te hacen mucho más fuerte». Sobre el concepto, aseveró que «esta tensión entre el lado oscuro que toma todas las malas decisiones y el lado claro que encuentra lo positivo y sigue adelante».

### Trama
El videoclip comienza con Gaga, que interpreta al personaje que nombró Mayhem, en el piso superior de un recinto mientras viste un traje de látex rojo cubierto de púas. Desde allí, declara: «The category is dance or die» (traducible como «la categoría es: bailar o morir»), lo que desata una intensa coreografía con una multitud de cuarenta bailarines, ahora vestidos de blanco. Durante la mayor parte del video, ambas versiones de Gaga se alternan: la vestida de blanco proyecta una energía frenética, mientras que su contraparte en rojo permanece más serena, lo que simboliza una batalla de baile entre la luz y la oscuridad. Casi al finalizar el clip, se detiene la música y Gaga comienza a gritar desenfrenadamente rodeada por todos los bailarines; sobre esto, la artista explicó que: «En ese momento del video, es casi como si no pudiera seguir bailando. Y como la categoría de la noche era "bailar o morir", significa que el futuro pronto será sombrío para mí, porque no sé si podré seguir. Hay un momento de miedo».
La artista explicó que el concepto detrás del video era «estar listo para afrontar los desafíos» y toma como inspiración varios elementos de la cultura ball, que tomó de sus inicios en Nueva York y de Paris is Burning (1990); la escenografía representa un club que es dominado por el personaje de Mayhem, quien reta a la audiencia a bailar por sus vidas. Asimismo, señaló que la pieza visual complementa la canción, ya que «cuando escuchas "Abracadabra" por primera vez, puede que pienses "¿de qué se trata? Es divertida de escuchar, pero ¿qué significa?" Para mí, al ver el vídeo queda claro que se trata de seguir adelante». Ampliando esta idea, describió la batalla entre ambas versiones de sí misma como «una representación de la lucha interna contra la negatividad y la duda, combatiendo estos sentimientos a través del baile y la interpretación». Hablando con la revista Bustle, Goebel dijo que «a lo largo del proyecto, vemos diferentes personajes que representan quién era y quién es ahora como artista y cómo todos esos personajes coexisten. A veces, ella lucha contra la fama».

### Recepción pública y crítica
El vídeo musical de «Abracadabra» fue recibido positivamente por críticos y seguidores de la artista, que destacaron su estilo visual oscuro y teatral. Varias publicaciones notaron referencias visuales a trabajos anteriores de Gaga, como «Alejandro» y «Bad Romance». Hablando sobre las múltiples comparativas que el clip, Parris Goebel dijo a InStyle que no fue intencional y señaló que «al final del día, ella es Gaga, tiene una personalidad y un ADN en su trabajo, así que siempre se sentirá como ella. Traté de darle mi estilo a quien ella ya es». En su primer día, el clip alcanzó el primer puesto en tendencias en YouTube y posteriormente debutó en la séptima posición de los más vistos durante la semana del 31 de enero al 6 de febrero de 2025, con 15.6 millones de reproducciones obtenidas en cuatro días.
La revista Rolling Stone destacó su frenética coreografía, que como «un estallido de caos y movimiento» y señaló que «su estética refuerza el concepto de Mayhem y, junto con la canción, evoca la era The Fame Monster por su estilo visual oscuro y teatral». De manera similar, Kyle Denis de Billboard mencionó que el clip recuerda a «Bad Romance» por «su meticulosa exhibición de la intersección de varios modos de arte diferentes», además de su uso de alta costura. Erin Crabtree y Eliza Thompson escribieron para Us Weekly que «presenta numerosas secuencias de baile y el tipo de atuendos extravagantes que la cantante favorecía en los primeros años de su carrera». Walden Green de Pitchfork dijo que, al igual que el videoclip de «Disease», «es una propuesta de alto concepto y vestuario impecable. Gaga sigue estando un escalón por encima de la estrella pop promedio; su verdadera competencia son sus propios fantasmas del pasado». Abbie Thompson de la revista GO aseguró que «en combinación con una intensa iluminación estroboscópica y una coreografía increíblemente indulgente de Parris Goebel, este video seguramente hará que los fanáticos digan una cosa: estamos de regreso». Asimismo, Eva Blanco Medina de Vogue destacó su potente inicio al señalar que el clip arranca con un mensaje claro: «Baila o muere», lo que da paso a una «descarga coreográfica de alto voltaje». Daniel D'Addario de Variety lo describió como «un regreso de Gaga a su estética más extravagante y maximalista», además de destacar su producción visual «grande y elaborada», así como el contraste entre las dos versiones de la cantante, vestidas de blanco y rojo, que refuerzan la teatralidad del concepto. El periódico estadounidense The Statesman publicó que «el videoclip gótico y barroco de "Abracadabra" muestra la habilidad de la reina del pop para contar historias que realza el impacto de la canción». Gina Wurtz de Screen Rant escribió que:

Al principio de su carrera, Lady Gaga era conocida por sus intensas coreografías. Sus vídeos musicales de canciones como «LoveGame» y «Judas» mostraban su amor por el baile. Sin embargo, a medida que fue pasando a otros géneros, su estilo fue cambiando. «Abracadabra» marca el regreso de Gaga al tipo de coreografía que contribuyó a sus vídeos musicales más memorables. Si bien el vídeo es bastante simple, me impresionó cómo la coreografía y la moda lo hicieron tan interesante.

Daniel Welsh de HuffPost señaló que es «fácilmente uno de los mejores videoclips de su carrera». Cristina Zavala de Los40 (España) lo describió como «un juego de contrastes muy bien resuelto que convierte este videoclip en una joya cinematográfica llena de la intensidad que la caracteriza». Santiago Sánchez de Los40 (Colombia) afirmó que «es una obra visualmente impresionante» y elogió particularmente la coreografía al decir que «no solo muestra destreza en el baile, sino también una poderosa representación de la lucha interna». Gabriel Cárcoba de Jenesaispop lo calificó como un «espectacular videoclip de estilo gótico en el que se sucede coreografía tras coreografía. No se puede pedir más». Por su parte, Alessandro Viapiana de L'Officiel lo llamó una «explosión visual de energía» y destacó su «intensa y agresiva coreografía, que va en perfecta armonía con el título de Mayhem, caos». Jordan Darville de The Fader mencionó que el video es «una vívida batalla de baile» y destacó que toma influencias del filme Suspiria (2018). Por su parte, Ricardo Cervantes Villegas del periódico Milenio expresó que «tanto la canción como el videoclip musical son una muestra característica de Lady Gaga, en donde visualmente presenta un gran conjunto de bailarines realizando distintas coreografías para acompañar su canción». Jo Vito de Yahoo! sostuvo que «el vídeo, cuidadosamente coreografiado, ofrece el tipo de estribillo pop enérgico y visuales oscuramente teatrales que definieron los primeros trabajos de la estrella del pop». Por otro lado, distintos artistas también elogiaron el clip, entre ellos Halsey, Troye Sivan, Doja Cat, Jade Thirlwall y Rosé.

### Versión alternativa
El 3 de febrero de 2025, Mastercard inició un concurso donde invitaba a los seguidores de la artista a interpretar la coreografía del videoclip original por la oportunidad de aparecer en una versión alternativa. Posteriormente, el 29 de marzo, Mastercard publicó dicha versión, titulada «Abracadabra (Fan Version)», donde aparecieron los 32 ganadores del concurso junto a la artista recreando la coreografía. Al igual que en el vídeo original, Parris Goebel estuvo a cargo de la dirección.

## Presentaciones en vivo

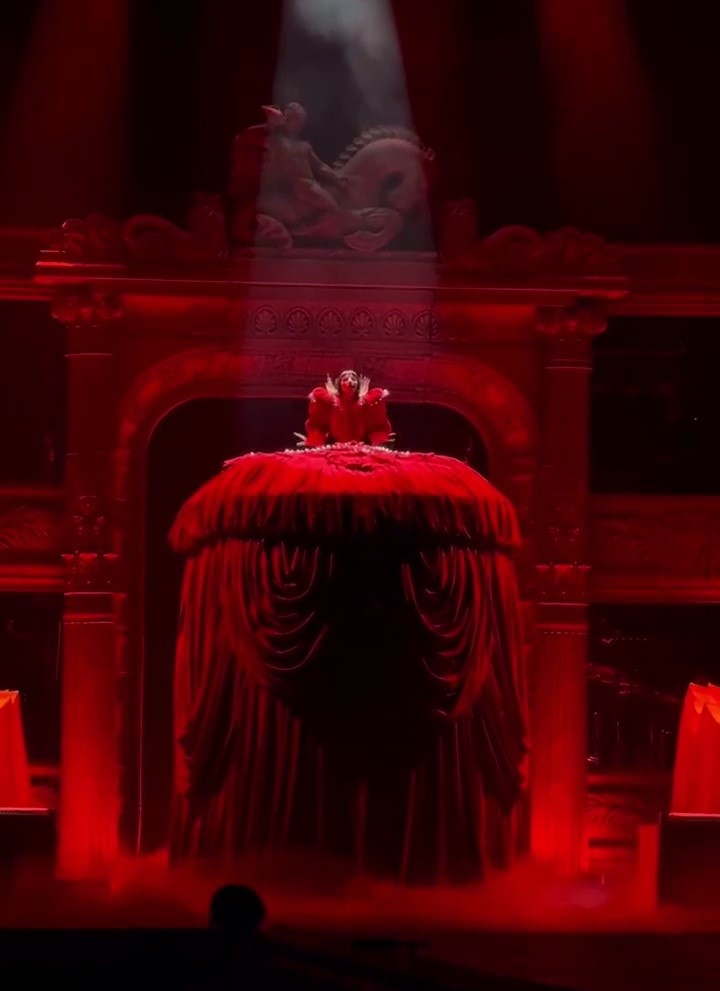
Gaga en Copacabana en 2025.

El 8 de marzo de 2025, Gaga interpretó «Abracadabra» por primera vez en el programa Saturday Night Live como parte de su quincuagésima temporada. La actuación estuvo inspirada en la estética del video musical, con una réplica del atuendo rojo y una coreografía sincronizada junto a sus bailarines en un set de espejos y luces de neón que amplificaban la energía visual del número. William Vaillancourt de la revista Rolling Stone destacó su «intensidad desbordante» y su capacidad para combinar «coreografía enérgica y canto en vivo». Según Chris Willman de Variety, «Gaga convirtió el reducido espacio del Studio 8H en un espectáculo de estadio» y describió la actuación como «una de las más dinámicas de la noche», además de resaltar el estilo «hipercinético» de la presentación y su fidelidad a la energía vibrante de la canción. Matt Mitchell de la revista Paste la consideró «fantástica», mientras que Karen Valby de Vanity Fair la destacó por ser camp y notó influencias del filme Cónclave (2024). Peter White de Deadline Hollywood escribió que la presentación «recuerda a sus primeros números de dance pop y a sus antecedentes en el teatro». El 11 de marzo, presentó una versión acústica en el programa de radio The Howard Stern Show.
Posteriormente, presentó «Abracadabra» durante el festival de Coachella el 11 de abril de 2025, donde la incluyó en el primer acto del espectáculo y después una remezcla hecha por Gesaffelstein se utilizó en el tercer acto. En la actuación, que estuvo tuvo una ambientación gótica con gárgolas y ángeles, usó un vestido rojo mientras cantaba en la cima de una torre. Lucas Vieira de Billboard Brasil elogió la energía y describió la coreografía como «increíble». El 13 de mayo de 2025, Gaga interpretó «Abracadabra» como parte de un repertorio de cinco canciones durante el YouTube Brandcast, realizado en el Geffen Hall de la ciudad de Nueva York. La actuación, que dio inicio a la ceremonia, contó con una puesta en escena de estilo cinematográfico y fue descrita por Variety como «enérgica». El 31 de mayo de 2025, Gaga participó en el evento Tudum de Netflix con un número especial inspirado en Wednesday, donde emergió de un ataúd con la inscripción «Here lies the monster queen» («Aquí yace la reina monstruo») para interpretar «Abracadabra» y «Zombieboy», acompañada por bailarines con estética gótica que evocaban a la familia Addams.

## Posicionamiento en listas

### Semanales
| Alemania               | German Singles Chart          | 4  |
| Argentina              | Argentina Hot 100             | 26 |
| Argentina              | Top 20 Anglo                  | 2  |
| Australia              | ARIA Top 50 Singles           | 12 |
| Austria                | Ö3 Austria Top 40             | 5  |
| Bélgica (Flandes)      | Ultratop 50                   | 15 |
| Bélgica (Valonia)      | Ultratop 40                   | 7  |
| Bolivia                | Top 20 Anglo                  | 4  |
| Brasil                 | Brasil Hot 100                | 3  |
| Bulgaria               | Prophon Top 10                | 2  |
| Canadá                 | Canadian Hot 100              | 12 |
| Chile                  | Top 20 Anglo                  | 2  |
| Colombia               | Top 20 Anglo                  | 5  |
| Costa Rica             | Top 20 Anglo                  | 2  |
| Croacia                | ARC Top 100                   | 1  |
| Croacia                | Croatia Songs                 | 9  |
| Dinamarca              | Tracklisten                   | 31 |
| Ecuador                | Top 20 Anglo                  | 3  |
| El Salvador            | Top 20 Anglo                  | 2  |
| Emiratos Árabes Unidos | UAE Weekly Chart              | 15 |
| Eslovaquia             | Singles Digitál Top 100       | 3  |
| España                 | Top 100 Canciones             | 23 |
| Estados Unidos         | Billboard Hot 100             | 13 |
| Estados Unidos         | Digital Songs                 | 3  |
| Estados Unidos         | Streaming Songs               | 8  |
| Estados Unidos         | Pop Songs                     | 6  |
| Estados Unidos         | Adult Pop Songs               | 8  |
| Estados Unidos         | Adult Contemporary            | 27 |
| Estados Unidos         | Hot Dance/Pop Songs           | 1  |
| Estonia                | Eesti Tipp-40                 | 1  |
| Filipinas              | Philippines Hot 100           | 17 |
| Finlandia              | Suomen Virallinen Singlelista | 7  |
| Francia                | French Singles Chart          | 13 |
| Grecia                 | Digital Singles Chart         | 3  |
| Guatemala              | Top 20 Anglo                  | 2  |
| Honduras               | Top 20 Anglo                  | 3  |
| Hong Kong              | Hong Kong Songs               | 23 |
| Hungría                | Single Top 40                 | 6  |
| Irlanda                | Irish Singles Chart           | 6  |
| Islandia               | Tonlist                       | 11 |
| Italia                 | Top Singoli                   | 28 |
| Japón                  | Japan Hot 100                 | 90 |
| Letonia                | Latvijas Top 40               | 1  |
| Líbano                 | The Official Lebanese Top 20  | 2  |
| Lituania               | AGATA Top 100                 | 1  |
| Luxemburgo             | Luxembourg Songs              | 8  |
| Mundo                  | Global 200                    | 5  |
| Mundo                  | Global Excl. US               | 4  |
| Noruega                | VG-lista                      | 6  |
| Nueva Zelanda          | NZ Top 40 Singles Chart       | 13 |
| Países Bajos           | Single Top 100                | 12 |
| Panamá                 | Top 20 Anglo                  | 2  |
| Paraguay               | Top 20 Anglo                  | 1  |
| Polonia                | Polish Streaming Top 100      | 4  |
| Polonia                | Poland Songs                  | 4  |
| Portugal               | Portuguese Singles Chart      | 8  |
| Reino Unido            | UK Singles Chart              | 3  |
| República Checa        | Singles Digitál Top 100       | 2  |
| República Dominicana   | Top 20 Anglo                  | 3  |
| Rumania                | Romania Songs                 | 25 |
| Singapur               | RIAS Top Songs Chart          | 12 |
| Suecia                 | Sverigetopplistan             | 8  |
| Suiza                  | Schweizer Hitparade           | 5  |
| Taiwán                 | Taiwan Songs                  | 12 |
| Uruguay                | Top 20 Anglo                  | 3  |
| Venezuela              | Top 20 Anglo                  | 3  |

### Sucesión en listas
- Ver lista de predecesores y sucesores de «Abracadabra» en las listas semanales

| Predecesor: «It's Ok I'm Ok» de Tate McRae «Revolving Door» de Tate McRae | Hot Dance/Pop Songs — Sencillo número 1 15 de febrero de 2025 - 8 de marzo de 2025 22 de marzo de 2025-presente | Sucesor: «Revolving Door» de Tate McRae - |

## Certificaciones
| País          | Organismo certificador | Certificación | Ventas certificadas | Ref.    |
| ------------- | ---------------------- | ------------- | ------------------- | ------- |
| Austria       | IFPI — Austria         | Oro           | 15 000              | [ 197 ] |
| Bélgica       | BEA                    | Oro           | 20 000              | [ 198 ] |
| Brasil        | Pro-Música Brasil      | 3× Platino    | 120 000             | [ 199 ] |
| Canadá        | Music Canada           | Oro           | 40 000              | [ 200 ] |
| España        | PROMUSICAE             | Oro           | 50 000              | [ 201 ] |
| Francia       | SNEP                   | Platino       | 300 000             | [ 202 ] |
| Grecia        | IFPI — Grecia          | Platino       | 20 000              | [ 203 ] |
| Italia        | FIMI                   | Oro           | 50 000              | [ 204 ] |
| Nueva Zelanda | RMNZ                   | Oro           | 15 000              | [ 205 ] |
| Polonia       | ZPAV                   | Oro           | 25 000              | [ 206 ] |
| Portugal      | AFP                    | Platino       | 10 000              | [ 207 ] |
| Reino Unido   | BPI                    | Oro           | 400 000             | [ 80 ]  |
| Suiza         | IFPI — Suiza           | Oro           | 10 000              | [ 208 ] |

## Premios y nominaciones
| Año  | Premiación                      | Categoría                 | Resultado | Ref.    |
| ---- | ------------------------------- | ------------------------- | --------- | ------- |
| 2025 | MTV Video Music Awards          | Mejor dirección           | Pendiente | [ 209 ] |
| 2025 | MTV Video Music Awards          | Mejor dirección artística | Pendiente | [ 209 ] |
| 2025 | MTV Video Music Awards          | Mejor cinematografía      | Pendiente | [ 209 ] |
| 2025 | MTV Video Music Awards          | Mejor edición             | Pendiente | [ 209 ] |
| 2025 | MTV Video Music Awards          | Mejor coreografía         | Pendiente | [ 209 ] |
| 2025 | MTV Video Music Awards          | Mejores efectos visuales  | Pendiente | [ 209 ] |
| 2025 | Nickelodeon Kids' Choice Awards | Canción favorita          | Nominada  | [ 210 ] |
| 2025 | Premios Webby                   | Mejor video musical       | Nominado  | [ 211 ] |

## Créditos y personal
Los créditos están adaptados de las notas del álbum Mayhem.
| - Lady Gaga - Composición, letra, producción, sintetizadores, voz - Andrew Watt – Composición, letra, producción, bajo, batería, guitarra, percusión, sintetizadores - Cirkut – Composición, letra, producción, batería, programación, sintetizadores, teclados - Siouxsie Sioux – Composición, letra - Budgie – Composición, letra - John McGeoch – Composición, letra | - Steven Severin – Composición, letra - Paul Lamalfa – Ingeniero - Șerban Ghenea – Mezcla - Randy Merrill – Masterización - Marco Sonzini – Ingeniero adicional - Tommy Turner – Asistente de ingeniería - Tyler Harris – Asistente de ingeniería - Bryce Bordone – Asistente de mezcla |

## Historial de lanzamientos
| País           | Fecha                 | Formato                     | Discográfica       | Ref.    |
| -------------- | --------------------- | --------------------------- | ------------------ | ------- |
| Mundo          | 3 de febrero de 2025  | Descarga digital, streaming | Interscope Records | [ 214 ] |
| Italia         | 3 de febrero de 2025  | Airplay                     | Universal Music    | [ 9 ]   |
| Estados Unidos | 11 de febrero de 2025 | Contemporary hit radio      | Interscope Records | [ 10 ]  |